# Ett annat liv
Ett annat liv är en självbiografi av P.O. Enquist, utgiven i augusti 2008 på Norstedts. Boken belönades med Augustpriset 2008 i kategorin bästa skönlitterära bok. Det var den andra gången som priset gick till Enquist.
När Expressen Kultur listade de bästa svenska böckerna utgivna under åren 2000–2025 kom Ett annat liv på andra plats, efter Lars Noréns En dramatikers dagbok. Listan utsågs genom att 101 svenska kritiker, författare och litteraturvetare valde sina fem favoritverk varpå kulturredaktionen räknade samman den slutgiltiga listan.